# Aprilia SX 125
Die Aprilia SX 125 ist ein Supermoto-Motorradmodell des italienischen Herstellers Aprilia.

## Modell 2008–2014
Die SX 125 von 2008 bis 2014 wird von einem flüssigkeitsgekühlten Einzylinder-Zweitaktmotor mit 124,8 cm³ Hubraum angetrieben. Die Leistung beträgt 11 kW (15 PS) bei 8.250/min und das maximale Drehmoment beträgt ca. 12 Nm bei 8.000/min. Die Motorleistung wird über ein Sechsganggetriebe auf die Hinterachse übertragen. Offen hat die Aprilia mit offenem Krümmer bis zu 17kW/23 PS.
Das Motorrad ist mit einer Upside-Down-Teleskopgabel an der Vorderachse und einer Schwinge mit zentral angeordnetem Federbein an der Hinterachse ausgestattet, um eine sportliche und stabile Fahrt zu gewährleisten. Die Bremsen bestehen aus einer Scheibenbremse mit Doppelsattel an der Vorderachse und einer Scheibenbremse mit Einkolbensattel an der Hinterachse.
Die Aprilia SX125 von 2008 hat eine Sitzhöhe von 870 mm und wiegt vollgetankt 125 kg. Das Motorrad ist mit einem 10-Liter-Tank ausgestattet mit 3 Liter Reserve und hat eine maximale Reichweite von etwa 250 km, je nach Fahrbedingungen und Fahrweise.
Der Motor der Aprilia ist ein Rotax 122, der abgeändert auch in Karts benutzt wird und auch in der Aprilia RS125 2T.

## Modell ab 2018
Die aktuelle SX 125 seit 2018 wird von einem flüssigkeitsgekühlten Einzylinder-Viertaktmotor mit 124,2 cm³ Hubraum angetrieben. Der Motor erfüllt die Abgasnorm Euro 5 und hat eine elektronisch geregelte Saugrohreinspritzung sowie eine elektronisch geregelte Zündung. Die Leistung des Euro 5 Modells ab 2021 beträgt 11 kW (15 PS) bei 10.000/min und das maximale Drehmoment beträgt 11,2 Nm bei 8.000/min. Die Motorleistung wird über ein Sechsganggetriebe auf die Hinterräder übertragen.
Das Motorrad ist mit einer Upside-Down-Teleskopgabel an der Vorderachse und einer Schwinge mit zentral angeordnetem Federbein an der Hinterachse ausgestattet. Die Bremsen bestehen aus einer Scheibenbremse mit Doppelsattel an der Vorderachse und einer Scheibenbremse mit Einkolbensattel an der Hinterachse. Das ABS ist serienmäßig eingebaut.
Die Aprilia SX125 von 2020 hat eine Sitzhöhe von 880 mm und wiegt 134 kg. Das Motorrad ist mit einem ca. 6,2-Liter-Tank ausgestattet und hat eine maximale Reichweite von etwa 120 km, je nach Fahrbedingungen und Fahrweise.

## Baugleiche Motorräder der Baureihe ab 2018 (Lizenzbau)
- Malaguti xsm 125
- Zündapp ZXM 125
- Mondial SMX 125
- Derbi Senda DRD 125 SM
- United Motors DSR SM 125